# Царь-Джаз
Царь Джаз — это международный джазовый фестиваль имени Георгия Гараняна, который проходит в Москве, под открытым небом, начиная с 2011 года. Время проведения — июнь-июль.
Идея фестиваля принадлежала самому Георгию Гараняну, народному артисту России, блистательному саксофонисту, композитору, аранжировщику и дирижёру.
Учредитель фестиваля — Фонд Георгия Гараняна, созданный самим маэстро.
Программа фестиваля рассчитана на широкую аудиторию: в рамках проекта Крошка Джаз выступают талантливые дети и молодые джазовые музыканты. Проводятся Конкурс игры на воображаемой гитаре и акция «Стань меценатом», в ходе которой люди дарят музыкальные инструменты тем, кому они необходимы.
На фестивале выступают знаменитые джазовые музыканты и коллективы, а также выдающиеся артисты разных жанров, играющие джаз.

## История

### «Царь-Джаз» Георгия Гараняна 2011
Первый Международный джазовый фестиваль «Царь-Джаз» собрал под свои знамёна знаменитых джазовых музыкантов, звезд первой величины: легенду саксофона Бенни Голсона (Benny Golson) (США), обладателя всех самых престижных джазовых премий, автора музыки к 16 голливудским фильмам, сыгравшего самого себя в картине Стивена Спилберга «Терминал»; певицу Mary McBride (США), которая участвовала в фестивале при поддержке Посольства США и под эгидой российско-американской президентской комиссии Дмитрия Медведева и Барака Обамы; вокальный квартет «New-York Voices» (США), знаменитого американского трубача и вокалиста Теда Керсона (Ted Curson).
Россию на фестивале представили Биг-бенд Георгия Гараняна под управлением дирижёра и тромбониста Антти Мартина (Финляндия); легенда джазовой гитары Алексей Кузнецов; лауреат 18 международных конкурсов баянист, композитор и вокалист Айдар Гайнуллин; победитель многих международных конкурсов, гитарист-виртуоз Дмитрий Илларионов; саксофонист Алекс Новиков.

### «Царь-Джаз» Георгия Гараняна 2012
Второй Международный джазовый фестиваль «Царь-Джаз» состоится 30 июня 2012 года в Саду Эрмитаж. Его организаторы - Фонд Георгия Гараняна, Правительство Москвы, Департамент семейной и молодёжной политики, «Центр социальных и молодёжных программ «Галактика». Вход на фестиваль свободный.
В рамках фестиваля Царь Джаз пройдет фестиваль КРОШКА ДЖАЗ. Фестиваль предоставит редкую возможность для юных и молодых музыкантов, уже добившихся заметных успехов в исполнении джаза, выступить на профессиональной сцене и продемонстрировать свои таланты широкой аудитории. Фестиваль КРОШКА ДЖАЗ станет большим музыкальным праздником для всей семьи и продолжением реализации программы Георгия Гараняна «Популяризация джаза и классической музыки среди детей и молодёжи».
В фестивале принимают участие:
Валентин Майоров (саксофон) – Золотая  медаль Дельфийских игр (2011,2012)
Анна Денисова (фортепиано) – приз «Золотой Щелкунчик (2003)»
Юлианна Рогачева – лауреат «Montreux Jazz Festival»
Алексей Чернаков –лауреат премии Триумф
Лилия Замулина – победитель конкурсов «Надежды Европы», «Пять звезд», «Серебряная медаль  Дельфийских игр.
Дмитрий Волков – актер Театра Ленком, музыкант, композитор
Козельская Анна (саксофон)
Алексей Нефедов и Дмитрий Поминов (аккордеоны)
Ансамбль гитаристов «Канцона»
Дмитрий Акишин - концертмейстер саксофоновой группы Ансамбля имени Локтева.     Марина Собянина и проект Jazzator.
Гости фестиваля:
всемирно известные классические музыканты - звезда Мариинского театра оперная певица Мария Максакова, солист-кларнетист Игорь Федоров, легенда джаза гитарист Алексей Кузнецов, Марк Тишман,  Армине Саркисян, Евгений Лебедев и Лев Слепнер, квартет Овагема Султаняна,
солисты Биг-Бэнда Георгия Гараняна
Ведущий – Святослав Бэлза